# Bespulte Leitung

Symmetrisch bespulte Leitung

Bespulte Leitungen sind Leitungen, die im Bereich der Nachrichtentechnik eingesetzt wurden. Sie bestehen in der ursprünglichen Form aus zusätzlich in regelmäßigen Abständen in die Leitung eingefügten elektrischen Spulen, auch genannt Pupin-Spulen, um die Induktivität des Kabels künstlich zu erhöhen. Unter bestimmten Umständen ermöglicht diese zusätzliche Induktivität längere Kabelstrecken zur möglichst verzerrungsfreien Übertragung von niederfrequenten Signalen, d. h. eine Höhenabsenkung. Gleichzeitig wird der kapazitive Aufladestrom längerer Leitungen beim Einschalten wesentlich verringert.

## Geschichte

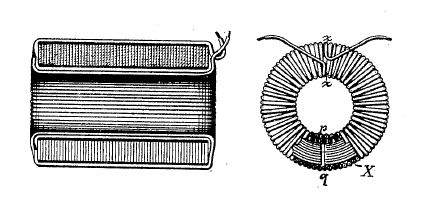
Pupin-Spule

„Krarup-Leitung“ mit einem hochpermeablen MU-Metallband

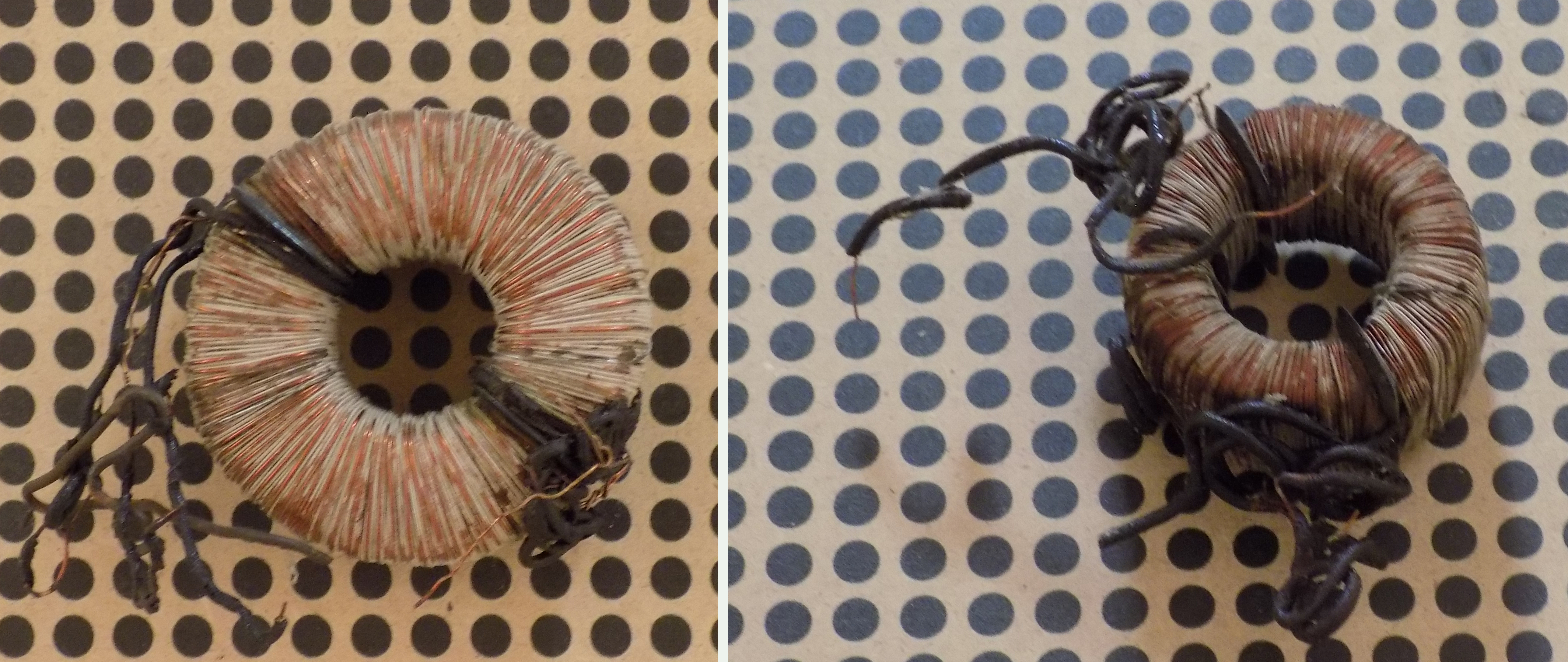
Pupin-Spulen im PTT Museum in Belgrad

Die ersten Ideen und die Entwicklung zu bespulten Leitungen gehen auf Oliver Heaviside und die transatlantischen Telegrafiekabel zwischen Europa und Nordamerika aus dem Jahr 1887 zurück. Heaviside stellte fest, dass durch zusätzlich eingefügte Spulen in Seekabeln die Signalverzerrungen abnahmen. Die mathematische Beschreibung des Effektes ist als Heaviside-Bedingung bekannt, die beschreibt, unter welchen Umständen ein Signal über eine elektrische Leitung möglichst verzerrungsfrei übertragen werden kann. Manchmal werden bespulte Leitungen auch als Pupinleitungen bezeichnet, die auf den Physiker Mihajlo Pupin zurückgehen, der 1894 aufgrund der Vorarbeiten von Oliver Heaviside diese Technik zum Patent anmeldete, aber nicht der eigentliche Erfinder dieses Verfahrens ist.
Bei Seekabeln wurde aufgrund der größeren Länge gegenüber an Land verlegten Telegrafenkabelstrecken die gesteigerte Reichweite zuerst bedeutend. Die regelmäßige Anordnung von diskreten Spulenkästchen entlang des Seekabels ist allerdings konstruktiv umständlich, weshalb in den Folgejahren die Induktivität des Kabels durch konstruktive Maßnahmen gesteigert wurde. Dabei wird der elektrische Leiter aus Kupfer in Form spezieller permeabler Metallbänder aus Eisen umwickelt, die kontinuierlich in den Kabelmantel eingearbeitet sind. Erste Arbeiten dazu leistete um 1900 der dänische Telegrafeningenieur Carl Emil Krarup, der das nach ihm benannte Krarupkabel entwickelte.
Verbesserungen ergaben sich in den Folgejahren durch den Ersatz der Eisenbänder durch höher permeable Legierungen aus Mu-Metall (Permalloy). 1923 wurden entsprechende Kabel in Bermuda von AT&T getestet, das erste regulär eingesetzte Seekabel mit Mu-Metall zur Bespulung wurde im Folgejahr zwischen New York und Horta auf den Azoren von AT&T in Betrieb genommen. Verbesserungen in den Metalllegierungen führten zu diversen Patenten wie 1923 von Western Union, einem damaligen Konkurrenten von AT&T.
Anfang des 20. Jahrhunderts spielten bespulte Leitungen auch bei an Land verlegten Telegrafenleitungen und später in Telefonleitungen zwischen einzelnen Ortsvermittlungsstellen eine Rolle. Im deutschen Telefonnetz wurden früher im Abstand (S) von 1700 m (1680–1720 m und Auslauffeld (S/2) 840–860 m) Spulen mit einer Induktivität von 80/50 mH eingesetzt. Sie wurden im Bereich der leitungsgebundenen Kommunikationstechnik zunächst durch Koaxialkabel und in Folge weitgehend durch Lichtwellenleiter ersetzt. Bespulte Teilnehmeranschlussleitungen sind durch die Bandbreitenlimitierung für die DSL-Technik ungeeignet.
Das Prinzip findet heute in verschiedenen Bereichen Anwendung, aber kaum noch zur Erzielung einer größeren Reichweite.
Bespulte Fernmeldefernleitungen findet man heute in Deutschland nur noch bei Strom- und Gasnetzbetreibern, an Autobahnen, auf alten Eisenbahnstrecken und als Altbestand an Wasserstraßen.

## Beschreibung

Ersatzschaltung einer elektrischen Leitung

Eine elektrische Leitung lässt sich durch ihre Ersatzschaltung eines Leitungsabschnitts mit der infinitesimalen Länge dx und die auf die Länge bezogenen Beläge Induktivitätsbelag L′, der Kapazitätsbelag C′, der Widerstandsbelag R′ und der Ableitungsbelag G′ beschreiben. Für eine minimale Signalverzerrung muss die Heaviside-Bedingung erfüllt sein. Das ist der Fall wenn:
{\displaystyle {\frac {G'}{C'}}={\frac {R'}{L'}}}
gilt. In diesem Fall tritt eine Signaldämpfung, aber keine Signalverzerrung auf. Bei einer üblichen Leitung gilt üblicherweise:
{\displaystyle {\frac {G'}{C'}}\ll {\frac {R'}{L'}}}
Der Kapazitätsbelag ergibt sich aus dem geometrischen Aufbau und dem verwendeten Dielektrikum, der Querleitwert und der Serienwiderstand durch die nicht ideale Isolation und die nicht perfekte Leitfähigkeit des Kupferleiters. Diese Werte lassen sich konstruktiv nicht oder nur schwer verändern. Hingegen kann der Induktivitätsbelag durch zusätzliche Spulen bzw. hochpermeable Umwicklungen der Leitung gesteigert werden.
Durch die gesteigerte Induktivität kommt es zugleich zu einer Bandbreitenlimitierung, da das Bespulen der Leitung als Tiefpassfilter wirkt. Die Induktivität L der zusätzlich eingebrachten Spulen und deren Abstand d entlang der Leitung lässt sich bestimmen zu:
{\displaystyle L={\frac {Z_{0}}{\omega _{c}}}}  und  {\displaystyle d={\frac {2}{\omega _{c}Z_{0}C}}}
Dabei ist {\displaystyle Z_{0}} der Leitungswellenwiderstand der nicht bespulten Leitung und {\displaystyle \omega _{c}} die Grenzfrequenz.

## Zusammenhang
Auf gleichem Funktionsprinzip aber mit anderem Anwendungsbereich basieren sogenannte Verlängerungsspulen. Sie dienen zur elektrischen Verlängerung von Antennen.